# Just Another Way to Say I Love You
Just Another Way to Say I Love You is een soulalbum van Barry White uit 1975. In 1975 maakte het discogenre aardig zijn opmars.
De teksten richten zich uiteraard op "de liefde". Hoogtepunt daarin is de nachtelijke ballade Love Serenade, part I met voor die tijd gewaagde zinnen als "I don't wanna feel no clothes," of "And take off that brassiere, my dear."
Het nummer What Am I Gonna Do With You haalde in de Nederlandse Top 40 een twintigste plaats.

## Tracklist
1. Heavenly, That's What You Are to Me
2. I'll Do For You Anything You Want Me To
3. All Because of You
4. Love Serenade, part I
5. What Am I Gonna Do With You
6. Let Me Live My Life Lovin' You Babe
7. Love Serenade, part II